# Kazuhisa Iijima
Kazuhisa Iijima (jap. 飯島 寿久 Iijima Kazuhisa; ur. 6 stycznia 1970) – japoński piłkarz występujący na pozycji obrońcy.

## Kariera klubowa
Od 1992 do 2002 roku występował w klubach Nagoya Grampus Eight, Kawasaki Frontale i Avispa Fukuoka.